# Psallus falleni
Psallus falleni is een wants uit de familie van de blindwantsen (Miridae). De soort werd het eerst wetenschappelijk beschreven door Odo Reuter in 1883.

## Uiterlijk
De langwerpig ovale blindwants is macropteer (langvleugelig) en kan 3,5 tot 4 mm lang worden. De wants is bruinrood of roze en soms gedeeltelijk grijswit met lichte haartjes. Het zwart doorzichtige deel van de vleugels heeft lichte vlekjes en gele aders. Het halsschild heeft af en toe een paar bruine stipjes. Het uiteinde van het ondoorzichtige deel van de voorvleugels, de cuneus is rood met aan het begin een brede witte band en aan het einde een witte punt. De antennes zijn geel, net als de pootjes. De dijen van de pootjes hebben een aantal vlekjes die aan de voorkant groter zijn.

## Leefwijze
De soort kent één enkele generatie in het jaar en de wants overleeft de winter als eitje. De wantsen zijn in mei volwassen en kunnen dan tot in oktober langs bosranden en in parken en tuinen gevonden worden op ruwe berk (Betula pendula) en zachte berk (Betula pubescens).

## Leefgebied
De soort komt in Nederland algemeen voor. De verspreiding is Holarctisch. De wants komt voor van Europa tot de Kaukasus,
China, Rusland en Japan in Azië en Noord-Amerika.